# Earias vittella
Earias vittella är en fjärilsart som beskrevs av Fabricius 1794. Earias vittella ingår i släktet Earias och familjen trågspinnare. Inga underarter finns listade i Catalogue of Life.

## Bildgalleri

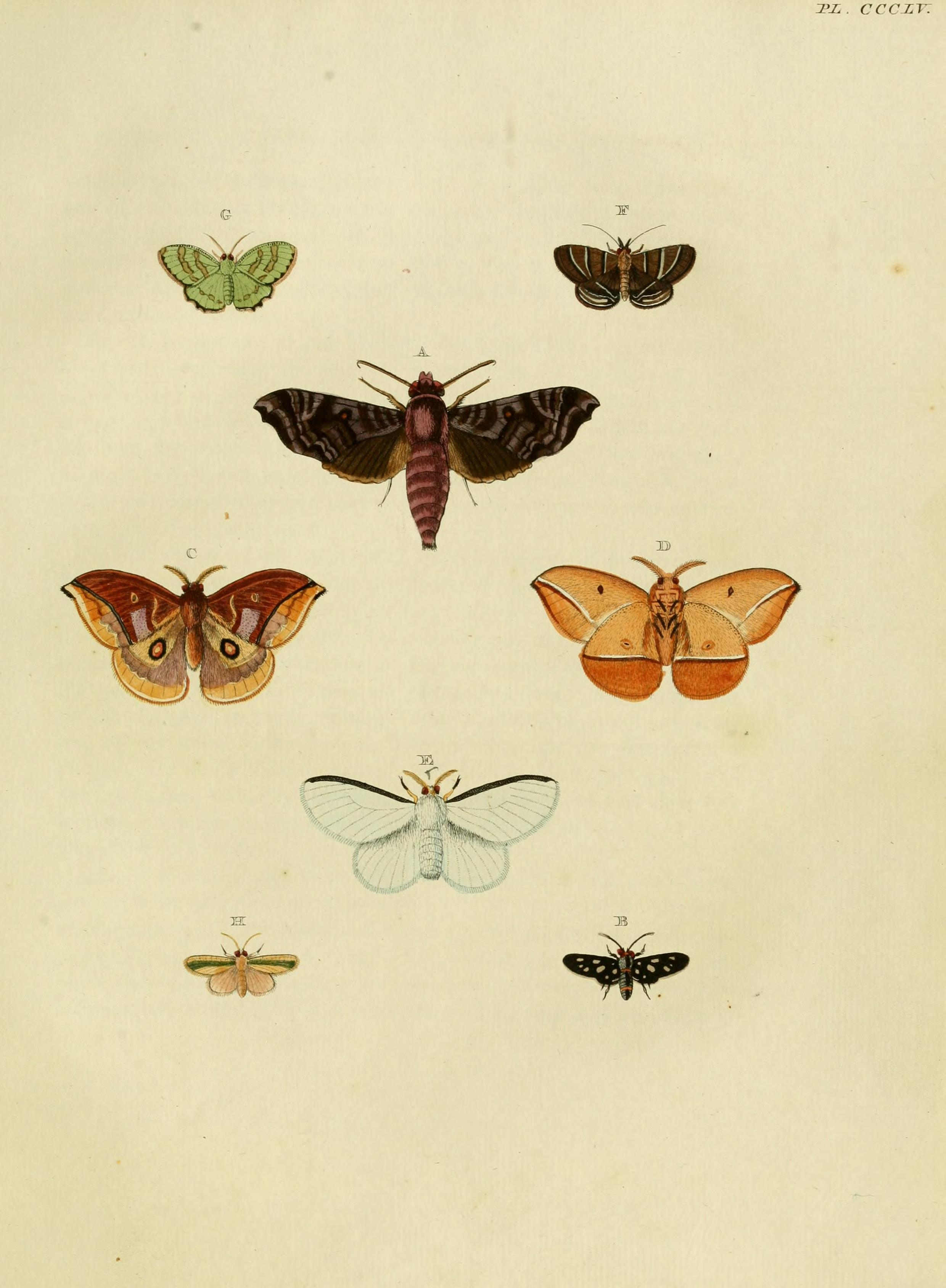